# Тарасово (Кемеровская область)
Тарасово — село в Промышленновском районе Кемеровской области. Входит в состав Тарасовского сельского поселения. Основано в 1668 году, поселение было образовано из-за проезда мимо разных купцов и помещиков. В 2018 году село отметило юбилей 350 лет.

## География
Центральная часть населённого пункта расположена на высоте 165 метров над уровнем моря.

## Население
По данным Всероссийской переписи населения 2010 года, в селе Тарасово проживает 1274 человека (605 мужчин, 669 женщин).